# Leptines (asesino)

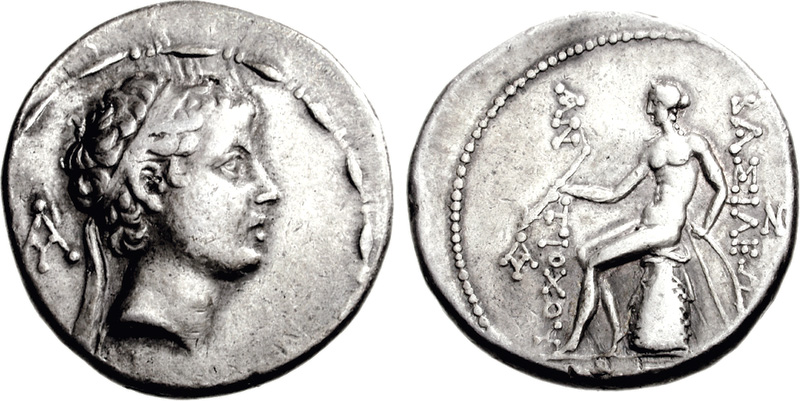
Tetradracma de Antíoco V Eupátor.

Leptines (griego: Λεπτίνης) fue un ciudadano greco-sirio del Imperio seléucida y asesino del embajador romano Cneo Octavio Graco.
En 162 a. C., durante el breve reinado de Antíoco V, una embajada romana se desplazó a las ciudades de Siria para comprobar el estado del muy debilitado ejército seléucida. Éste carecía de barcos de guerra y de elefantes, de acuerdo con las condiciones de la paz de Apamea tras la derrota del abuelo del entonces rey, Antíoco III. Durante la visita, el jefe de los enviados, Cneo Octavio, resultó asesinado en Laodicea a manos de un ciudadano llamado Leptines. Del asesinato se dijo que se había producido con la complicidad de Lisias, regente del Imperio ante la minoría de edad del monarca.
Poco tiempo después, Antíoco y Lisias fueron muertos a manos del primo del primero, Demetrio, que se proclamó rey con el apoyo del Senado romano. Deseando normalizar las relaciones del reino con los romanos, Demetrio detuvo a Leptines, quien lejos de negar su autoría del crimen, se había jactado de ella públicamente. Enviado a Roma como prisionero, el Senado rehusó recibirlo, en el deseo, se nos dice, de dejar aquella denuncia como un delito de carácter público, en lugar de presentarse como acusación particular. Leptines fue seguramente castigado con la muerte dentro de los dominios seléucidas.